# Primera División de Venezuela 1997-98
La Temporada 1997-98 de la Primera División de Venezuela se inició el 3 de agosto de 1997 con la participación de 12 equipos, entre ellos el ascendido Carabobo FC y Nacional Táchira. Los campeones de los torneos Apertura y Clausura se clasificaron a la Liguilla Pre Libertadores 1999 contra otros dos equipos mexicanos.

## Equipos participantes
Los equipos participantes en la Temporada 1997-98 de la Primera División del Fútbol Venezolano son los siguientes:
| - Atlético Zulia - Carabobo FC - Caracas FC - Deportivo Chacao - El Vigía FC - Estudiantes de Mérida |  | - Llaneros de Guanare FC - Mineros de Guayana - Minervén del Callao - Nacional Táchira - Trujillanos Fútbol Club - Unión Atlético Táchira |

## Torneo Apertura 1997

### Clasificación
|    | Equipo                 | PTS | JJ | JG | JE | JP | GF | GC | DG  |
| -- | ---------------------- | --- | -- | -- | -- | -- | -- | -- | --- |
| 1  | Atlético Zulia         | 44  | 22 | 13 | 5  | 4  | 42 | 23 | +19 |
| 2  | Deportivo Chacao       | 41  | 22 | 12 | 5  | 5  | 45 | 28 | +17 |
| 3  | Trujillanos FC         | 37  | 22 | 10 | 7  | 5  | 24 | 17 | +7  |
| 4  | Unión Atlético Táchira | 36  | 22 | 10 | 6  | 6  | 26 | 23 | +3  |
| 5  | Caracas FC             | 35  | 22 | 10 | 5  | 7  | 36 | 29 | +7  |
| 6  | Carabobo FC            | 31  | 22 | 8  | 7  | 7  | 26 | 25 | +1  |
| 7  | Estudiantes de Mérida  | 30  | 22 | 8  | 6  | 8  | 32 | 28 | +4  |
| 8  | Nacional Táchira       | 29  | 22 | 9  | 2  | 11 | 35 | 35 | 0   |
| 9  | Minervén del Callao    | 29  | 22 | 7  | 8  | 7  | 25 | 27 | -2  |
| 10 | Mineros de Guayana     | 20  | 22 | 5  | 5  | 12 | 28 | 31 | -3  |
| 11 | El Vigía FC            | 17  | 22 | 4  | 5  | 13 | 16 | 43 | -27 |
| 12 | Llaneros de Guanare FC | 14  | 22 | 3  | 5  | 14 | 17 | 43 | -26 |

Leyenda: PTS (Puntos), JJ (Juegos jugados), JG (Juegos Ganados), JE (Juegos Empatados), JG (Juegos Perdidos), GF (Goles a Favor), GC (Goles en Contra), DG (Diferencia de Goles).

## Torneo Clausura 1998

### Clasificación
|    | Equipo                 | PTS | JJ | JG | JE | JP | GF | GC | DG  |
| -- | ---------------------- | --- | -- | -- | -- | -- | -- | -- | --- |
| 1  | Estudiantes de Mérida  | 44  | 22 | 14 | 2  | 6  | 43 | 24 | +19 |
| 2  | Trujillanos FC         | 42  | 22 | 12 | 6  | 4  | 33 | 20 | +13 |
| 3  | Deportivo Chacao       | 38  | 22 | 11 | 5  | 6  | 35 | 27 | +8  |
| 4  | Caracas FC             | 34  | 22 | 10 | 4  | 8  | 32 | 28 | +4  |
| 5  | Atlético Zulia         | 34  | 22 | 9  | 7  | 6  | 34 | 33 | +1  |
| 6  | Llaneros de Guanare FC | 31  | 22 | 8  | 7  | 7  | 38 | 36 | +2  |
| 7  | Carabobo FC            | 29  | 22 | 7  | 8  | 7  | 37 | 42 | -5  |
| 8  | Mineros de Guayana     | 26  | 22 | 8  | 2  | 12 | 32 | 35 | -3  |
| 9  | Unión Atlético Táchira | 26  | 22 | 7  | 5  | 10 | 25 | 34 | -9  |
| 10 | Minervén del Callao    | 24  | 22 | 7  | 3  | 12 | 32 | 46 | -14 |
| 11 | El Vigía FC            | 19  | 22 | 4  | 7  | 11 | 29 | 35 | -6  |
| 12 | Nacional Táchira       | 18  | 22 | 4  | 6  | 12 | 19 | 29 | -10 |

Leyenda: PTS (Puntos), JJ (Juegos jugados), JG (Juegos Ganados), JE (Juegos Empatados), JG (Juegos Perdidos), GF (Goles a Favor), GC (Goles en Contra), DG (Diferencia de Goles).

## Final
| 24 de mayo de 1998 | Estudiantes de Mérida | 0-1 | Atlético Zulia |  |  |

| 31 de mayo de 1998                                                         | Atlético Zulia | 4-0 | Estudiantes de Mérida |  |  |
| Atlético Zulia consigue su 1er título de la Primera División de Venezuela. |                |     |                       |  |  |

Atlético Zulia

Campeón

## Tabla Acumulada

### Clasificación
|    | Equipo                 | PTS | JJ | JG | JE | JP | GF | GC | DG  |                                |
| -- | ---------------------- | --- | -- | -- | -- | -- | -- | -- | --- | ------------------------------ |
| 1  | Deportivo Chacao       | 79  | 44 | 23 | 10 | 11 | 80 | 55 | +25 |                                |
| 2  | Trujillanos FC         | 79  | 44 | 22 | 13 | 9  | 57 | 37 | +20 |                                |
| 3  | Atlético Zulia         | 78  | 44 | 22 | 12 | 10 | 76 | 56 | +20 | Liguilla Pre Libertadores 1999 |
| 4  | Estudiantes de Mérida  | 74  | 44 | 22 | 8  | 14 | 75 | 52 | +23 | Liguilla Pre Libertadores 1999 |
| 5  | Caracas FC             | 69  | 44 | 20 | 9  | 15 | 68 | 57 | +11 |                                |
| 6  | Unión Atlético Táchira | 62  | 44 | 17 | 11 | 16 | 51 | 57 | -6  |                                |
| 7  | Carabobo FC            | 60  | 44 | 15 | 16 | 14 | 63 | 67 | -4  |                                |
| 8  | Minervén del Callao    | 53  | 44 | 14 | 11 | 19 | 57 | 73 | -16 |                                |
| 9  | Nacional Táchira       | 47  | 44 | 13 | 8  | 23 | 54 | 64 | -10 |                                |
| 10 | Mineros de Guayana     | 46  | 44 | 13 | 7  | 24 | 60 | 66 | -6  |                                |
| 11 | Llaneros de Guanare FC | 45  | 44 | 11 | 12 | 21 | 55 | 79 | -24 | Descenso                       |
| 12 | El Vigía FC            | 36  | 44 | 8  | 12 | 24 | 45 | 78 | -33 | Descenso                       |

Leyenda: PTS (Puntos), JJ (Juegos jugados), JG (Juegos Ganados), JE (Juegos Empatados), JG (Juegos Perdidos), GF (Goles a Favor), GC (Goles en Contra), DG (Diferencia de Goles).
| Predecesor: 1996-97 | Primera División de Venezuela 1997-98 | Sucesor: 1998-99 |

- Datos: Q4593270